# Kappéter Géza
Kappéter Géza, teljes születési nevén Kapeter Géza Károly Adolf (Budapest, 1878. február 27. – Budapest, 1948. január 31.) magyar építész.

## Pályafutása
Kappeter Adolf (1841–1900) építőmester és Korb Karolina fia. Tanulmányait a Magyar Királyi József Műegyetemen végezte. 1902-ben Berlinben gyakornokoskodott, majd hosszabb külföldi tanulmányutat tett. Visszatérve nagybátyja, Korb Flóris és Giergl Kálmán tervezőirodájában működött, és a Kolozsvári Magyar Királyi Ferenc József Tudományegyetem építkezését vezette. 1910-ben önálló irodát nyitott. Ebben az időszakban kezdte meg törvényszéki szakértői tevékenységét is. Az első világháború után Korbbal együtt tervezte és építette a pécsi és a szegedi egyetem intézeti és klinikai épületeit. A korszak kiváló kórházépítészének számított. Az 1920-as években a Magyar Államvasutak magasépítési osztályán dolgozott.
Az első világháború idején a mérnökkarnál teljesített szolgálatot. Háború alatti működését vitézségi éremmel, ennek szalagján arany- és koronás arany érdemkereszttel jutalmazták. Építészeti tevékenységéért Horthy Miklós kormányzó a Signum Laudis-sal tüntette ki. Tagja volt számos mérnöki, tudományos és társadalmi egyesületnek.

## Családja
Felesége Póka Julianna Hedvig volt, akit 1908. február 8-án Budapesten vett nőül. Fiai Kappéter Géza (1910–1985) és Kappéter Iván (1912–1987) építészmérnökök.

## Ismert épületei
- 1908[10]/1910: Uránia Mozgószínház és bérpalotája, Kolozsvár, Str. Horea 4-6. (Steiner Józseffel közösen)[8][12]
- 1920-as évek: Erzsébet Tudományegyetem (ma: Pécsi Tudományegyetem) Klinikái, Pécs (Korb Flórissal közösen)[8][9]
- 1920-as évek: Ferenc József Tudományegyetem (ma: Szegedi Tudományegyetem) Klinikái, Szeged (Korb Flórissal közösen)[8][9]
- 1926: MÁV-rendelőintézet orvosi rendelője és 400 ágyas kórháza (ma: MH Honvédkórház 2. sz. Podmaniczky utcai telephely), 1062 Budapest, Dózsa György út / Podmaniczky u. 111.[8][9][13]
- 1925–1926: Bábaképző Intézet (ma: Árpád Ház I. társasház), Szolnok, Baross Gábor u. 41. (Korb Flórissal közösen)[8][9][14][15]
- 1926–1927: az úgynevezett „Horthy-telep” 86 lakásból álló 3 lakóháza, 1126 Budapest, Böszörményi út 4-8. (Martonosi Baráth Lajossal közösen)[8][16]
- ?: kislakásos bérház, Budapest, Pongrác út 17.[17]
- ?: Piarista üdülőház, Budapest[8]

A fentieken kívül számtalan bérházat, családi házat és villát is tervezett, illetve épített Budapesten és vidéki településeken. 1907–1908-ban ő irányította a Kolozsvári Egyetemi Könyvtár építkezését helyben.

### Tervben maradt épületek
- 1911: Nyírvízszabályozó Társulat Székháza, Nyíregyháza (II. díj)[10]

## Képtár

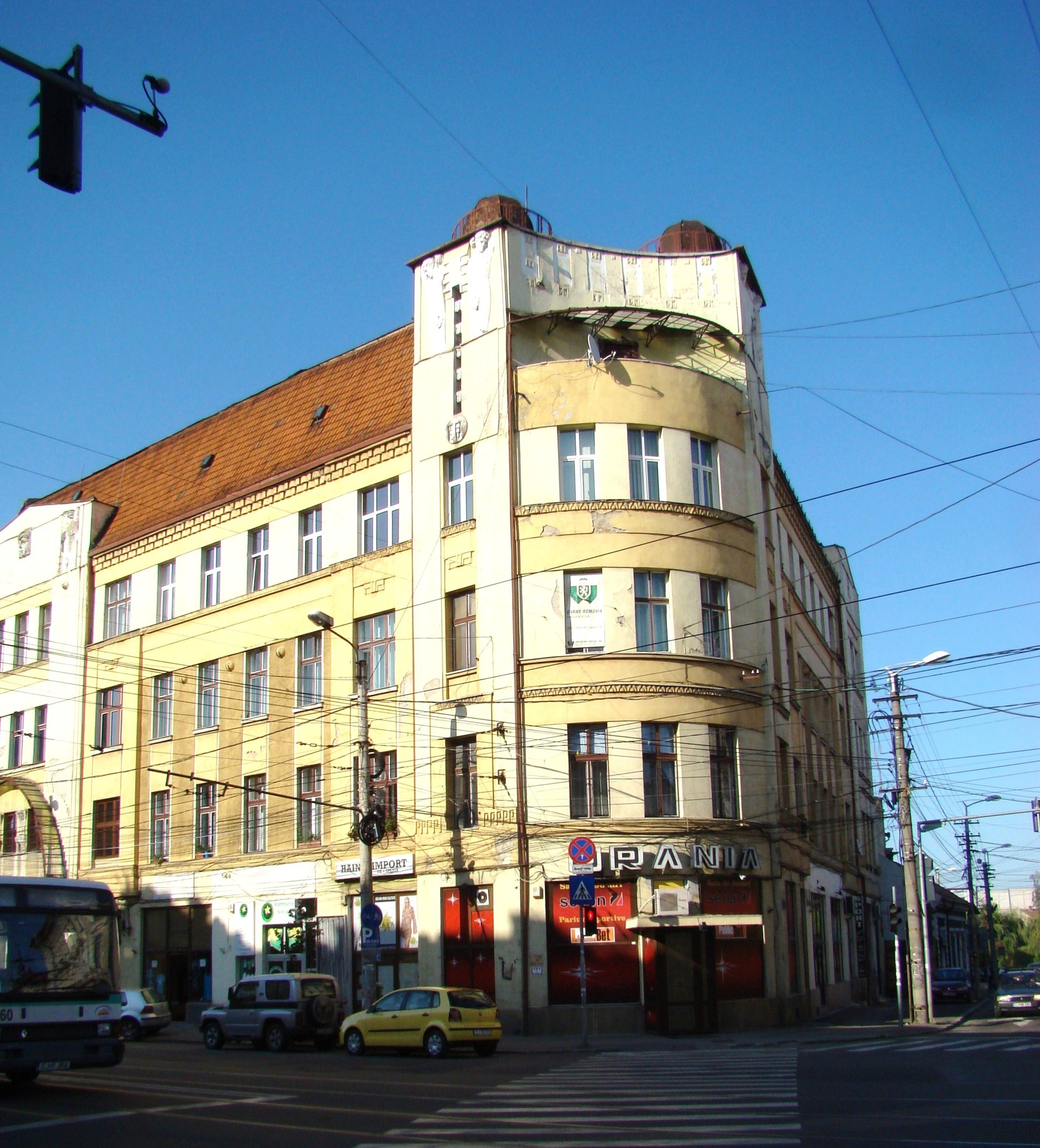
Uránia Mozgószínház és bérpalotája, Kolozsvár
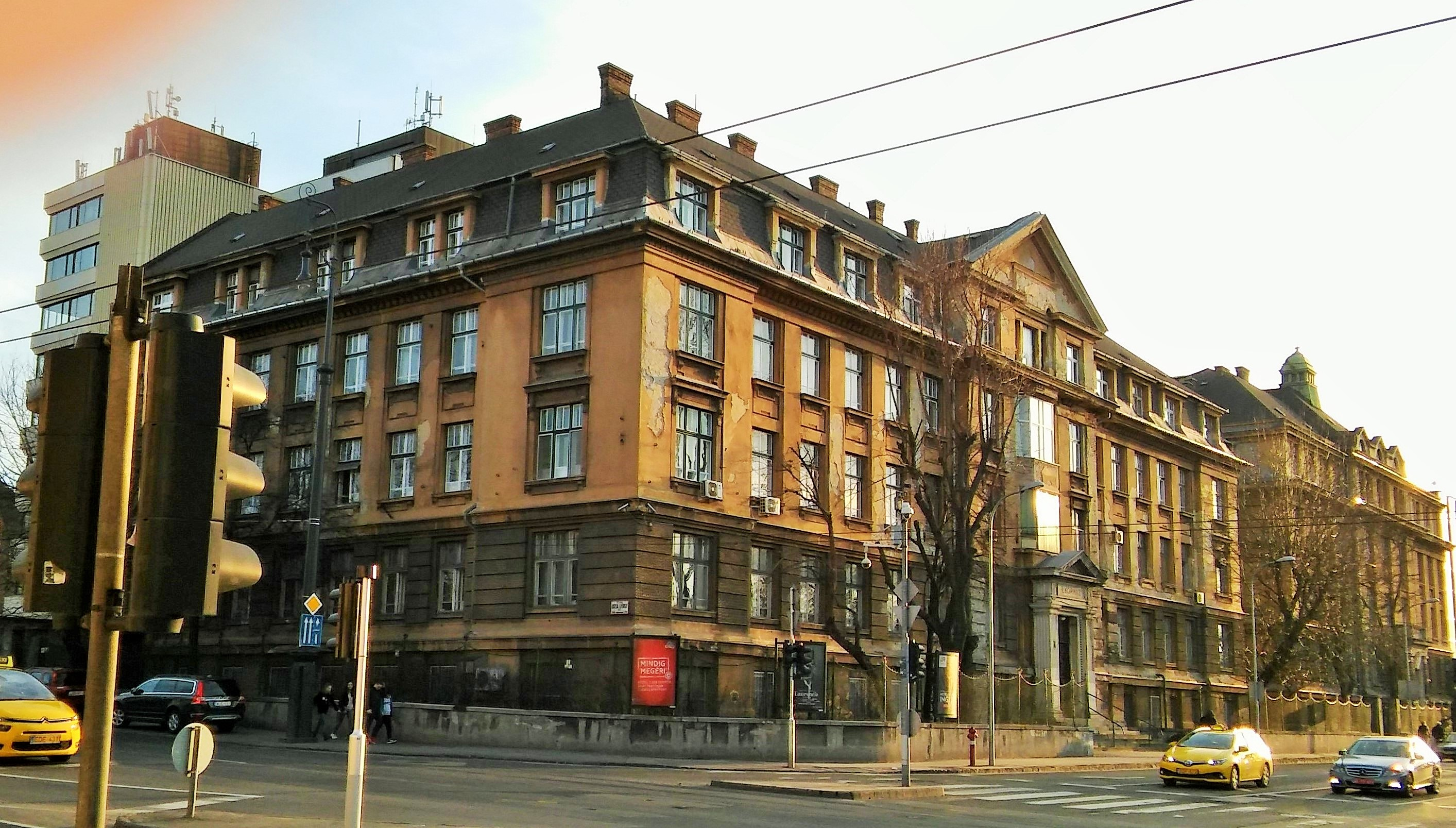
MÁV Kórház, Budapest
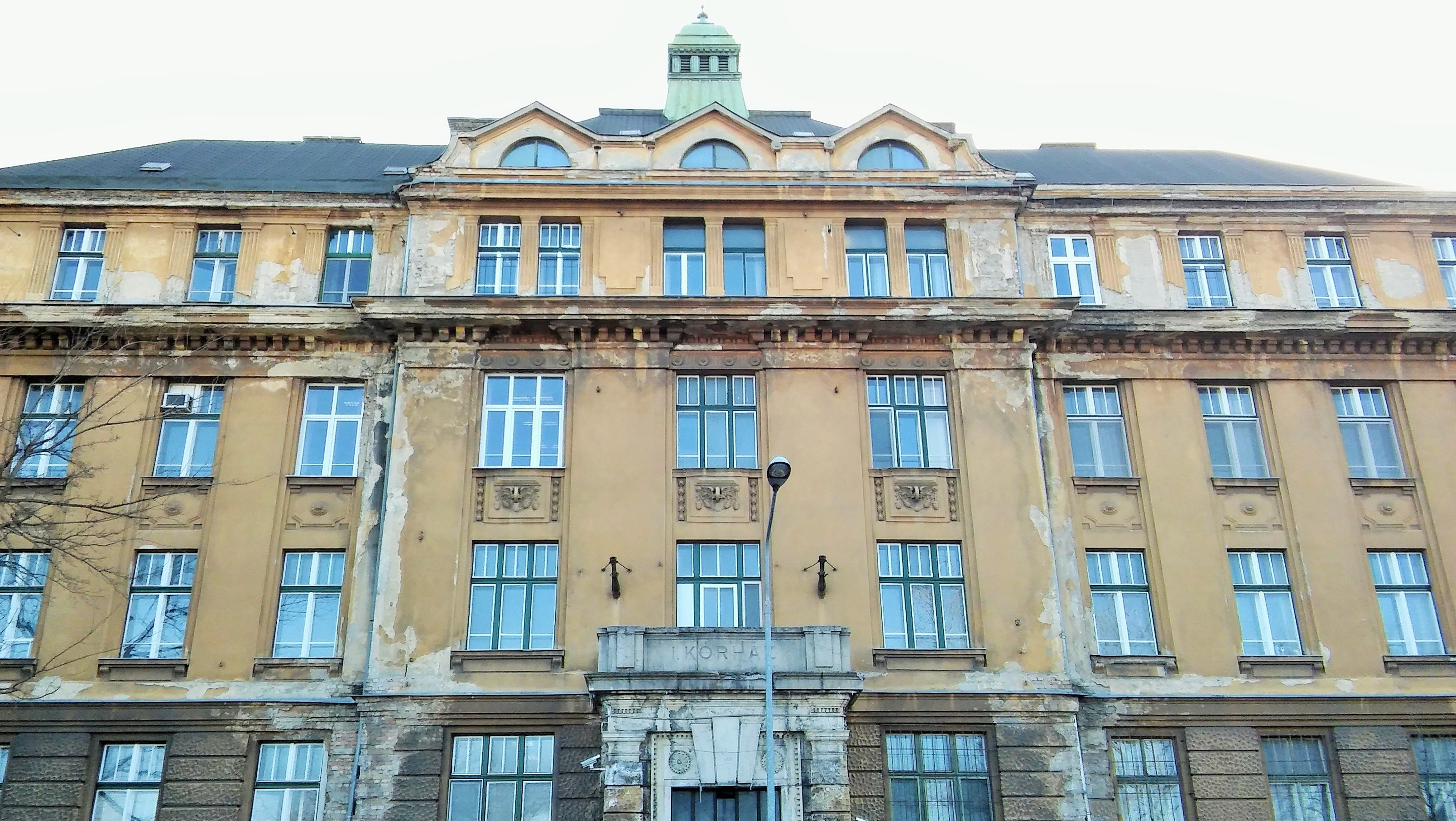
MÁV Kórház, Budapest (I. épület)
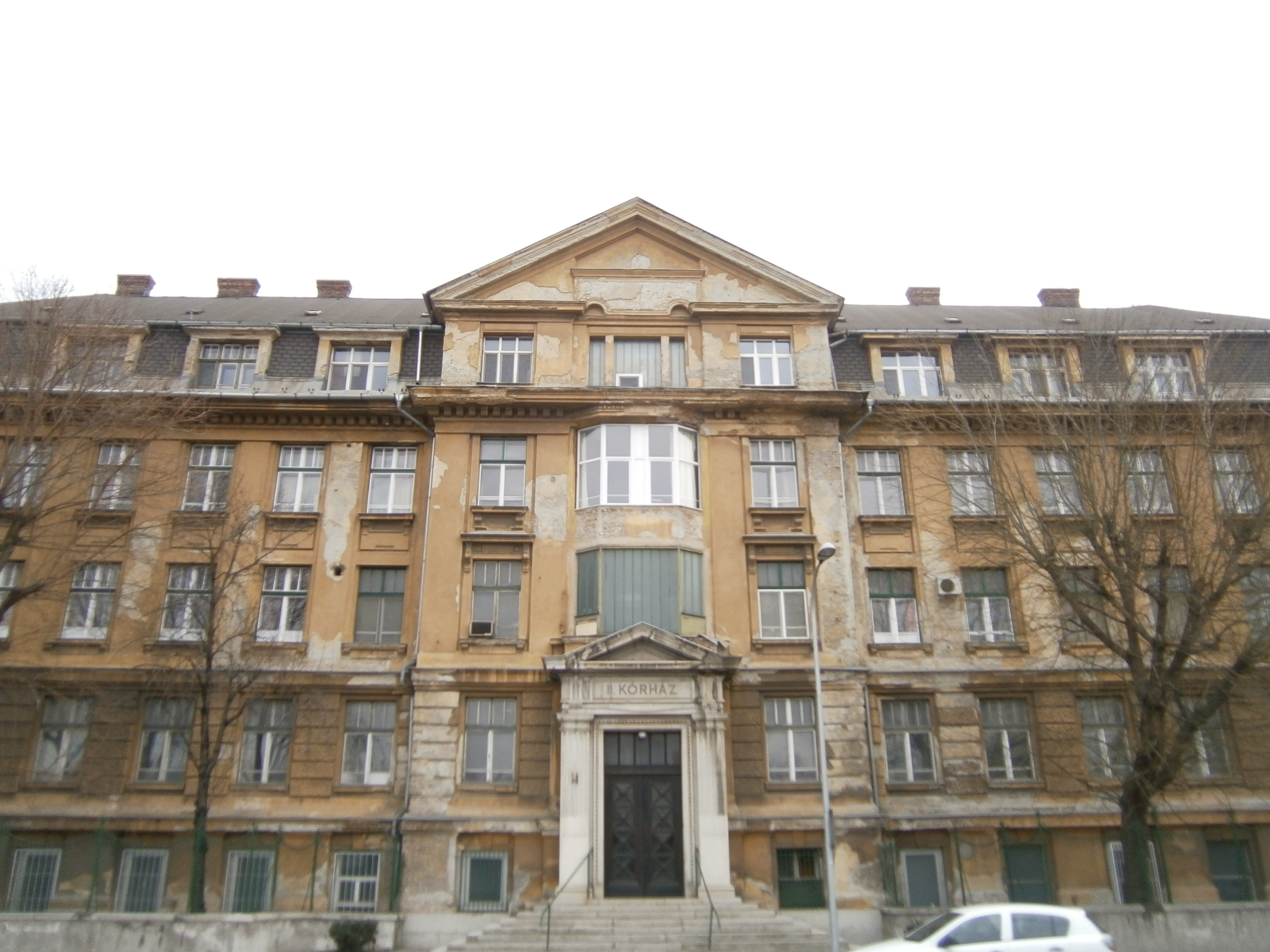
MÁV Kórház, Budapest (II. épület)
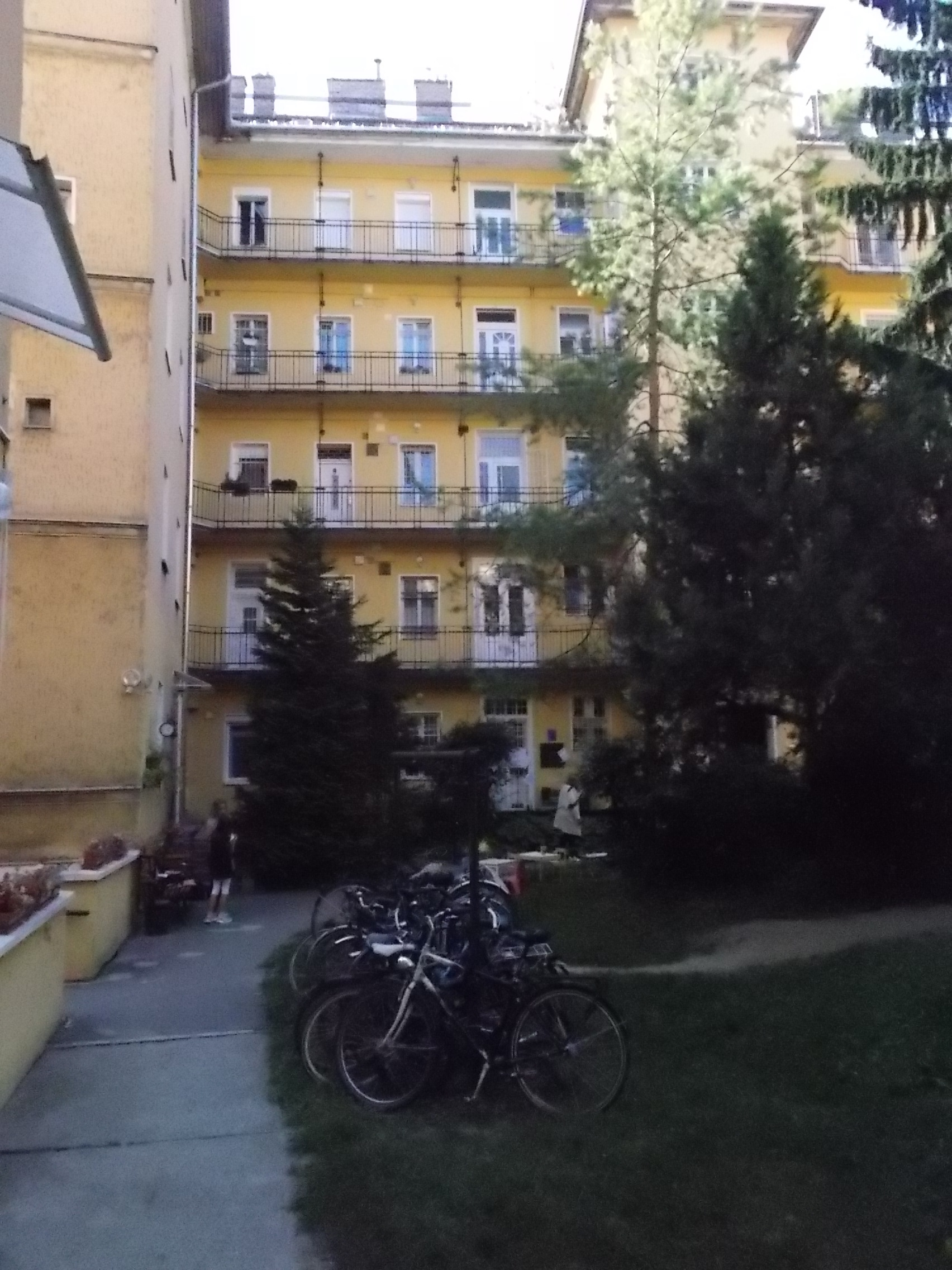
„Horthy-telep”, Budapest (Böszörményi út 8. épület)
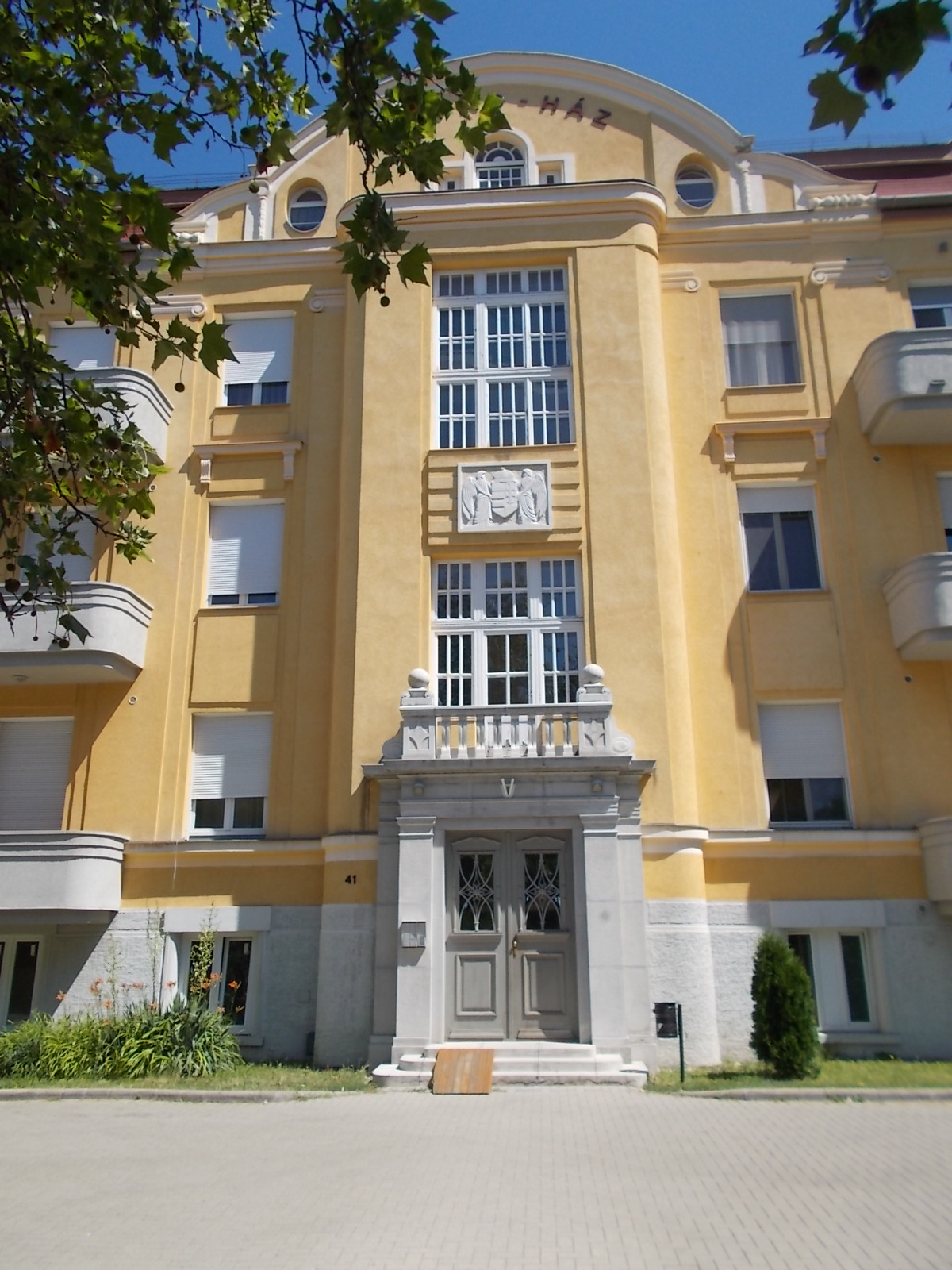
Bábaképző, Szolnok